# Azerbaiyán en los Juegos Olímpicos de Atlanta 1996
Azerbaiyán estuvo representado en los Juegos Olímpicos de Atlanta 1996 por un total de 23 deportistas, 20 hombres y 3 mujeres, que compitieron en 9 deportes.
El portador de la bandera en la ceremonia de apertura fue el yudoca Nazim Hüseynov.

## Medallistas
El equipo olímpico azerbaiyano obtuvo las siguientes medallas:
| Nombre           | Deporte     | Competición |
| ---------------- | ----------- | ----------- |
| Oro              |             |             |
| —                |             |             |
| Plata            |             |             |
| Namik Abdullayev | Lucha libre | 52 kg M     |
| Bronce           |             |             |
| —                |             |             |